# Legnephora microcarpa
Legnephora microcarpa är en tvåhjärtbladig växtart som beskrevs av Lewis Leonard Forman. Legnephora microcarpa ingår i släktet Legnephora och familjen Menispermaceae. Inga underarter finns listade i Catalogue of Life.